# Sky Odyssey
Sky Odyssey (intitulado The Sky Odyssey no Japão) é um jogo-simulador de voo de ação-aventura para o console PlayStation 2. Ele foi desenvolvido pela Cross e lançado em 2000. A trilha sonora do jogo foi composta por Kō Ōtani, que também compôs músicas para Shadow of the Colossus, uma variedade de filmes de Gamera e vários animes.
O enredo do jogo segue uma linha de história de estilo Indiana Jones na qual o jogador voa por várias áreas de um mundo fictício, coletando artefatos e pedaços de um mapa. O modo de aventura do jogo se foca em alcança a torre secreta de Maximus, que é localizada em uma das quatro ilhas desconhecidas e não listadas que são exploradas no jogo.